# Вашингтон Тауншип (округ Нортемптон, Пенсільванія)
Вашингтон Тауншип (англ. Washington Township) — селище (англ. township) в США, в окрузі Нортгемптон штату Пенсільванія. Населення — 5148 осіб (2020).

## Демографія
Згідно з переписом 2010 року, у селищі мешкали 5122 особи в 1919 домогосподарствах у складі 1438 родин. Було 2016 помешкань
Расовий склад населення:
| - 97,4 % — білих - 0,8 % — чорних або афроамериканців - 0,4 % — азіатів - 0,2 % — корінних американців |

До двох чи більше рас належало 0,7 %. Частка іспаномовних становила 2,4 % від усіх жителів.
За віковим діапазоном населення розподілялося таким чином: 21,3 % — особи молодші 18 років, 60,0 % — особи у віці 18—64 років, 18,7 % — особи у віці 65 років та старші. Медіана віку мешканця становила 45,1 року. На 100 осіб жіночої статі у селищі припадало 94,3 чоловіків;  на 100 жінок у віці від 18 років та старших — 91,9 чоловіків також старших 18 років.
Середній дохід на одне домашнє господарство  становив 82 178 доларів США (медіана — 69 531), а середній дохід на одну сім'ю — 90 579 доларів (медіана — 73 041). Медіана доходів становила 53 287 доларів для чоловіків та 50 036 доларів для жінок. За межею бідності перебувало 3,6 % осіб, у тому числі 4,3 % дітей у віці до 18 років та 5,0 % осіб у віці 65 років та старших.
Цивільне працевлаштоване населення становило 2460 осіб. Основні галузі зайнятості: освіта, охорона здоров'я та соціальна допомога — 27,2 %, виробництво — 14,7 %, науковці, спеціалісти, менеджери — 10,9 %, роздрібна торгівля — 10,7 %.